# Gynandrobremia salicicola
Gynandrobremia salicicola är en tvåvingeart som beskrevs av Boris Mamaev 1965. Gynandrobremia salicicola ingår i släktet Gynandrobremia och familjen gallmyggor. Inga underarter finns listade i Catalogue of Life.